# Boyinachapalli, Srinivaspur
Boyinachapalli là một làng thuộc tehsil Srinivaspur, huyện Kolar, bang Karnataka, Ấn Độ.